# Zvonimir Brudnjak
Zvonimir Brudnjak (* 16. Januar 1920 in Zagreb; † 6. Juli 2006) war ein jugoslawischer Virologe.

## Leben
Zvonimir Brudnjak schloss 1945 sein Studium der Tiermedizin an der Universität Zagreb ab. Dort erfolgte 1949 die Promotion, sowie 1958 die Habilitation mit einer Arbeit über die Newcastle-Krankheit. 1960 gründete er das Virologie-Labor am Institut für Infektionskrankheiten der Tiermedizinischen Fakultät der Universität Zagreb, das er fortan leitete.
1963 wechselte Brudnjak in die Humanmedizin und wurde außerordentlicher Professor an der Medizinischen Fakultät der Universität Zagreb sowie Leiter der Abteilung für Virologie am Institut für Public Health der Medizinischen Fakultät (Škola narodnog zdravlja »Andrija Štampar«). 1970 wurde er ordentlicher Professor, 1974 Leiter dieses Instituts. Er ging 1986 in den Ruhestand.
Zvonimir Brudnjak leistete wesentliche Beiträge zur Virus-Filtration und zur Virus-Gewebekultur, die eine Voraussetzung für die Entwicklung von Impfstoffen sind.

## Veröffentlichungen

### Bücher
- Disocijacija kod B. erysipelatus suis (Die Abscheidung des Schweinerotlauf-Erregers), Dissertation Univ. Zagreb, 1950
- Medicinska virologija, 1984
  - 2. Aufl. 1987, ISBN 86-7111-011-7

### Artikel in Fachzeitschriften (Auswahl)
- Étude du comportement du virus aphteux los des filtrations sur amiante (Untersuchung des Verhaltens des Maul-und-Klauenseuche-Virus während der Asbestfiltration), in: Schweizer Archiv für Tierheilkunde, Jg. 93.1951, S. 193–207 (online-Ausgabe)
- (mit Vlasta Danielová u. a.): Isolation of Čalovo-virus from Anopheles maculipennis s.l. mosquitoes in Jugoslavia, in: Folia parasitologica, Jg. 17.1970, S. 323f
- Novi virus šišmiša u Australiji (Ein neues Virus bei Fledermäusen in Australien), in: Veterinarska stanica, Jg. 28.1997, S. 147f
- Bornanska bolest – nova zoonoza? (Borna-Krankheit – eine neue Zoonose?), in: Infektološki glasnik, Jg. 19.1999, S. 139ff